# Neocosmospora arxii
Neocosmospora arxii är en svampart som beskrevs av Udagawa, Y. Horie & P.F. Cannon 1989. Neocosmospora arxii ingår i släktet Neocosmospora och familjen Nectriaceae.   Inga underarter finns listade i Catalogue of Life.